# レイナルド・ロドリゲス
レイナルド・A・ロドリゲス（Reynaldo A. Rodriguez、1986年7月2日 - ）は、コロンビア・ボリーバル県カルタヘナ出身のプロ野球選手（一塁手、外野手）。メキシカンリーグのキンタナロー・タイガース所属。

## 経歴

### ヤンキース傘下時代
2005年にニューヨーク・ヤンキースとマイナー契約を結びプロ入り。
2006年はルーキー級ガルフ・コーストリーグ・ヤンキースで1試合に出場した。
2007年はルーキー級ドミニカン・サマーリーグ・ヤンキース1とドミニカン・サマーリーグ・ヤンキース2の2チームで計34試合に出場し、打率.349、3本塁打、26打点、45安打を記録した。
2008年に解雇され母国コロンビアに帰国した。

### 独立リーグ時代
2009年は、独立リーグのゴールデンベースボールリーグのユマ・スコーピオンズと契約を結んだ。この年は74試合に出場し、打率.335、6本塁打、48打点、95安打を記録した。

### レッドソックス傘下時代
2009年オフにボストン・レッドソックスとマイナー契約を結んだ。
2010年はA級グリーンビル・ドライブで85試合に出場し、打率.281、14本塁打、59打点、78安打を記録した。
2011年はルーキー級ガルフ・コーストリーグ・レッドソックスで1試合に出場後、A-級ローウェル・スピナーズで4試合に出場し、A+級セイラム・レッドソックスへ昇格した。A+級では56試合に出場し、打率.317、9本塁打、43打点、64安打を記録した。その後、AA級ポートランド・シードッグスへ昇格し、49試合の出場で打率.253、8本塁打、32打点、47安打を記録した。
2012年はAA級ポートランドで90試合に出場し、打率.257、16本塁打、49打点、84安打を記録した。その後、AAA級ポータケット・レッドソックスに昇格。12試合に出場し、打率.186、4打点、8安打を記録した。オフにフリーエージェント（FA）となった。

### ツインズ傘下時代
2012年オフにミネソタ・ツインズと契約を結んだ。11月には第3回WBC予選のコロンビア代表に選出された。
2013年はAA級ニューブリテン・ロックキャッツで121試合に出場し、打率.231、21本塁打、57打点、96安打を記録した。
2014年はAA級ニューブリテンで126試合に出場し、打率.286、21本塁打、66打点、132安打を記録した。その後、AAA級ロチェスター・レッドウイングスで10試合に出場し、打率.156、1本塁打、4打点、5安打を記録した。
2015年はAAA級ロチェスターで132試合に出場し、打率.255、16本塁打、80打点を記録した。
2016年3月11日に第4回WBC予選のコロンビア代表に選出されたことが発表され、2大会連続2度目の選出を果たした。この年はAAA級ロチェスターで50試合に出場し、打率.220、4本塁打、12打点を記録した。12月7日にFAとなった。

### ツインズ退団後
2017年4月12日にメキシカンリーグのレオン・ブラボーズと契約した。17試合に出場し、打率.203、1本塁打、2打点、13安打の成績に終わり、5月2日に自由契約となった。
2018年は北米独立リーグ・アメリカン・アソシエーションのウィニペグ・ゴールドアイズでプレーした。
2019年5月26日にメキシカンリーグのキンタナロー・タイガースと契約した。

## 詳細情報

### 代表歴
- 2013 ワールド・ベースボール・クラシック・コロンビア代表
- 2017 ワールド・ベースボール・クラシック・コロンビア代表